# Old Cleeve
Old Cleeve – wieś w Anglii, w hrabstwie Somerset, w dystrykcie (unitary authority) Somerset. Leży 64 km na południowy zachód od miasta Bristol i 229 km na zachód od Londynu. W 2001 miejscowość liczyła 1952 mieszkańców.